# شارلن توماس
شارلن توماس (بالإنجليزية: Charlene Thomas)‏ هي منافسة ألعاب القوى بريطانية، ولدت في 6 مايو 1982.

## وصلات خارجية
- شارلن توماس على موقع الاتحاد الدولي لألعاب القوى (الإنجليزية)